# Olza (concejo)
Olza (Oltza en euskera) es un concejo perteneciente al municipio de  la Cendea de Olza, Comunidad Foral de Navarra, España. Es la localidad que da el nombre a la cendea. Está situado a poco más de 14 kilómetros de Pamplona.

## Localización
La localidad de Olza está situada en un alto dentro de la Cendea de Olza, al noroeste de la Cuenca de Pamplona.
Su término concejil tiene una superficie de 3,57 km² y limita al norte con el concejo Ariz y al este con Aldaba, ambos en el municipio de Iza, al sur con el concejo de Lizasoain y al oeste con el de Asiain, estos dos últimos en la Cendea de Olza.

## Monumentos
- Palacio de Olza. Compuesto de cuerpo central y dos torres, la del oeste original del siglo XV y el resto del conjunto del XVI. Cuenta con un patio interior irregular, marcado en dos de sus lados por siete arcos. El edificio se encuentra protegido y ha sido restaurado.
- Torre Condearena o Casa Doussinague. Torre exenta de traza medieval ubicada en la parte alta del lugar.
- Casa de los Mencos. En la parte inferior de Olza. Antigua casa solar de los Ochoa de Olza, con importantes reformas a principios del siglo XX que modificaron su fachada principal al sur con piedra blanca de la propia cantera de Olza. En su parte este, se ubica la torre que dio origen a todo el conjunto de la casa.
- Iglesia parroquial. Ubicada en lo alto del lugar. Original del siglo XIII con reformas posteriores. En su interior, destaca su retablo renacentista con tablas sobre la vida de San Blas, su titular.

## Demografía

### Evolución de la población
| Gráfica de evolución demográfica de Olza entre 1996 y 2020 |
|                                                            |
| Datos según el Instituto de Estadística de Navarra         |

## Festividades
- San Blas (3 de febrero).
- San Bartolomé (24 de agosto).

## Galería

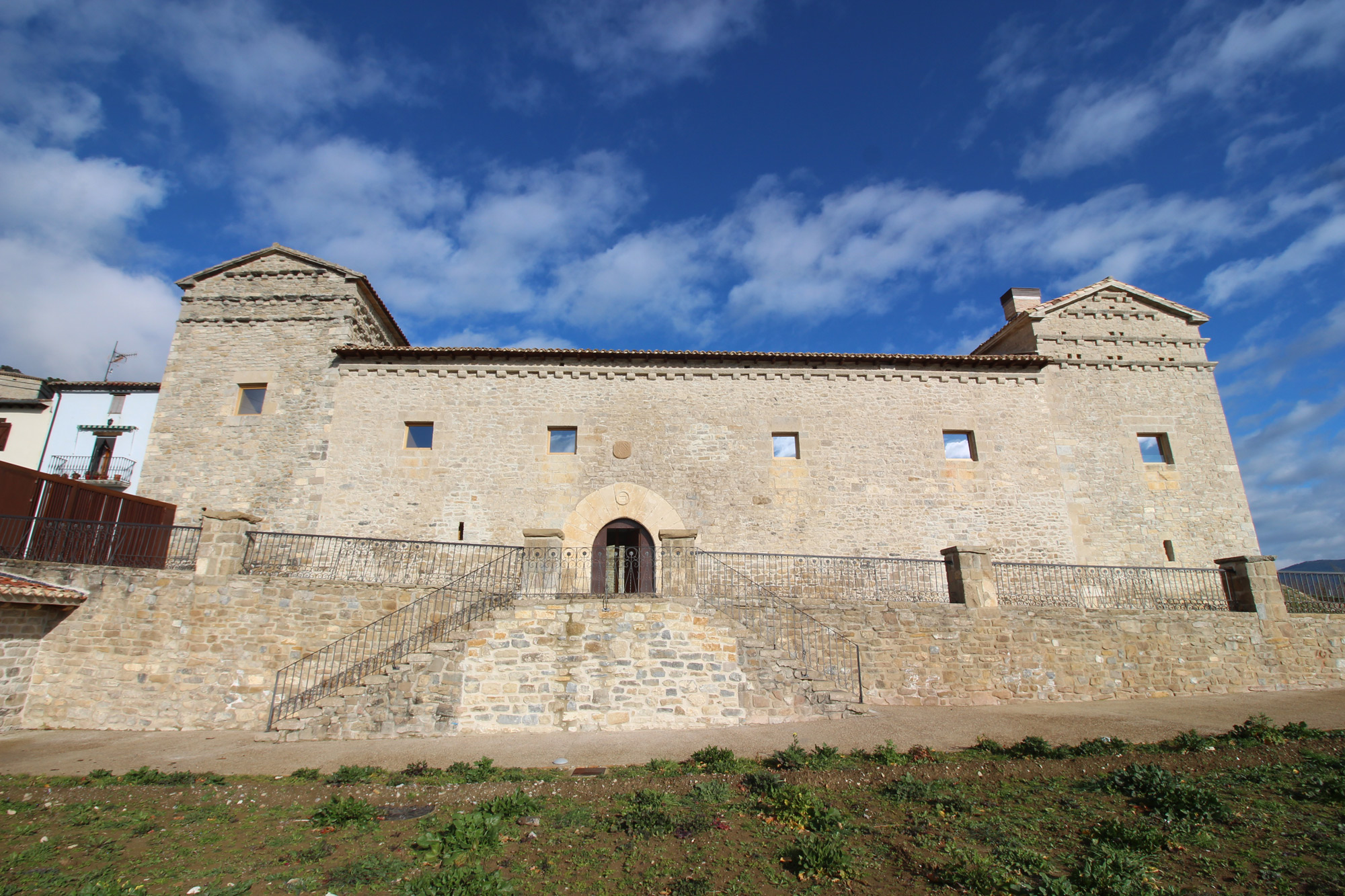
Palacio de Olza.
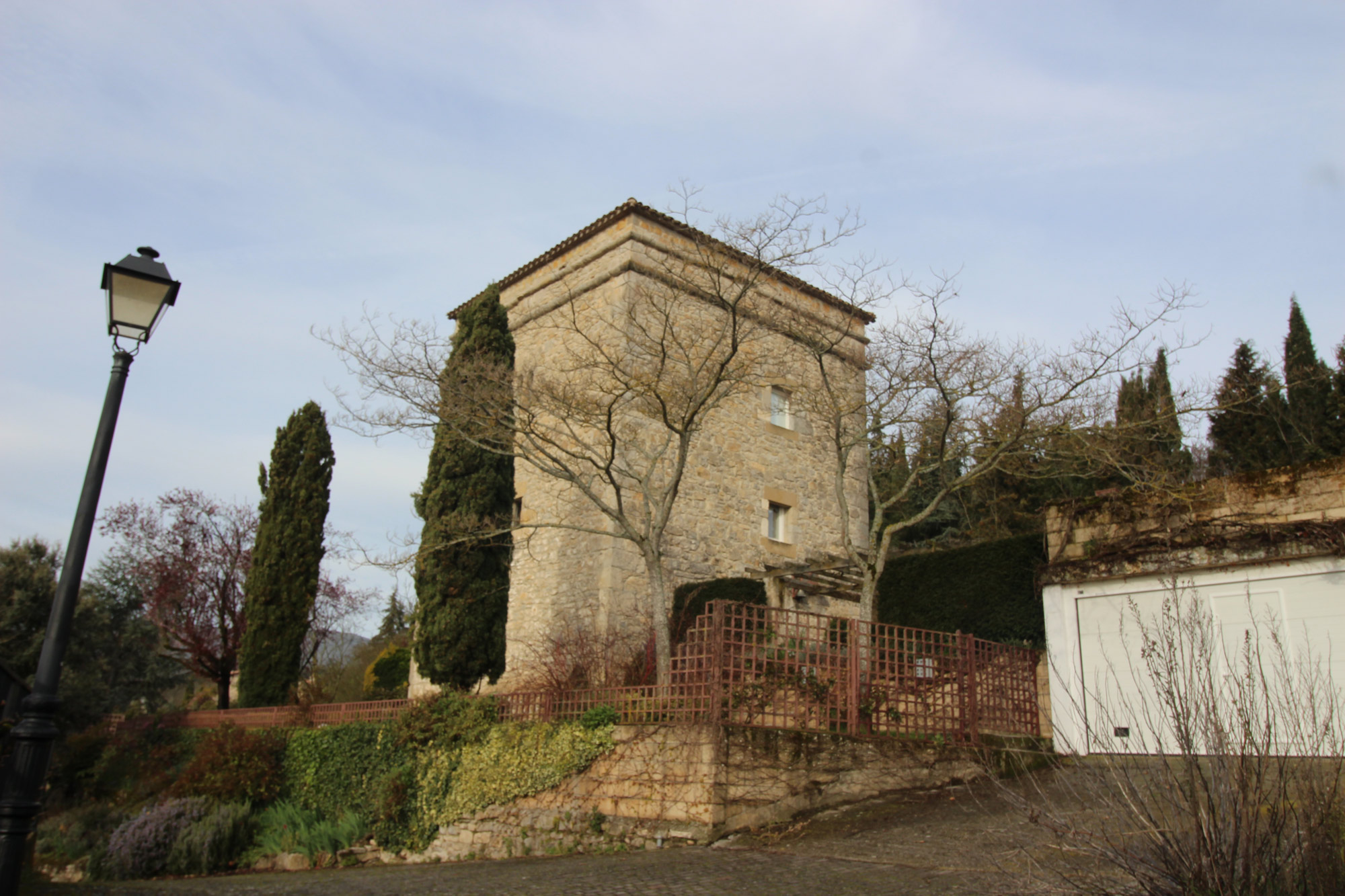
Torre de Olza, antigua Condearena o Casa Doussinague.
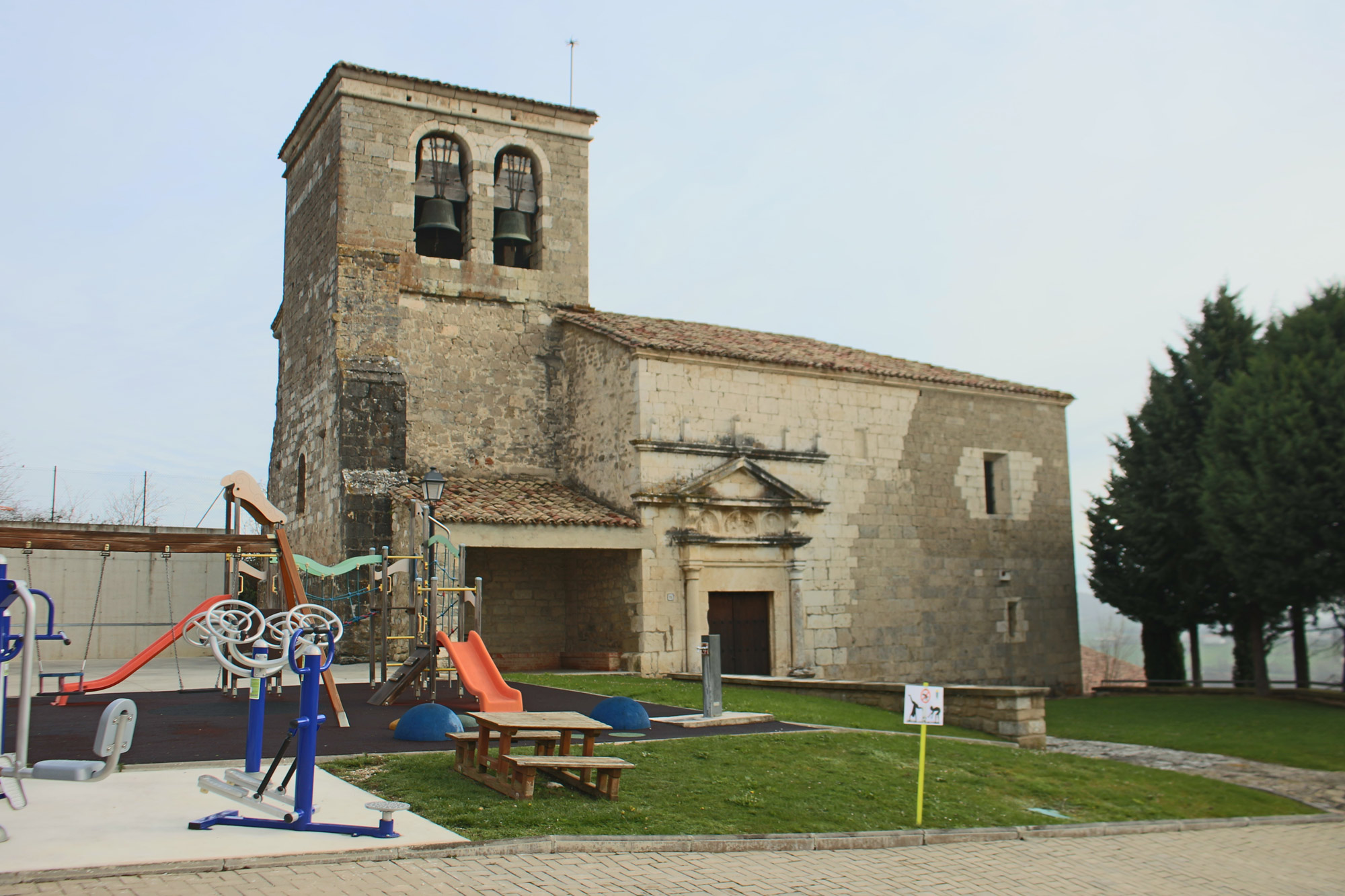
Parroquia de San Bartolomé en Olza.
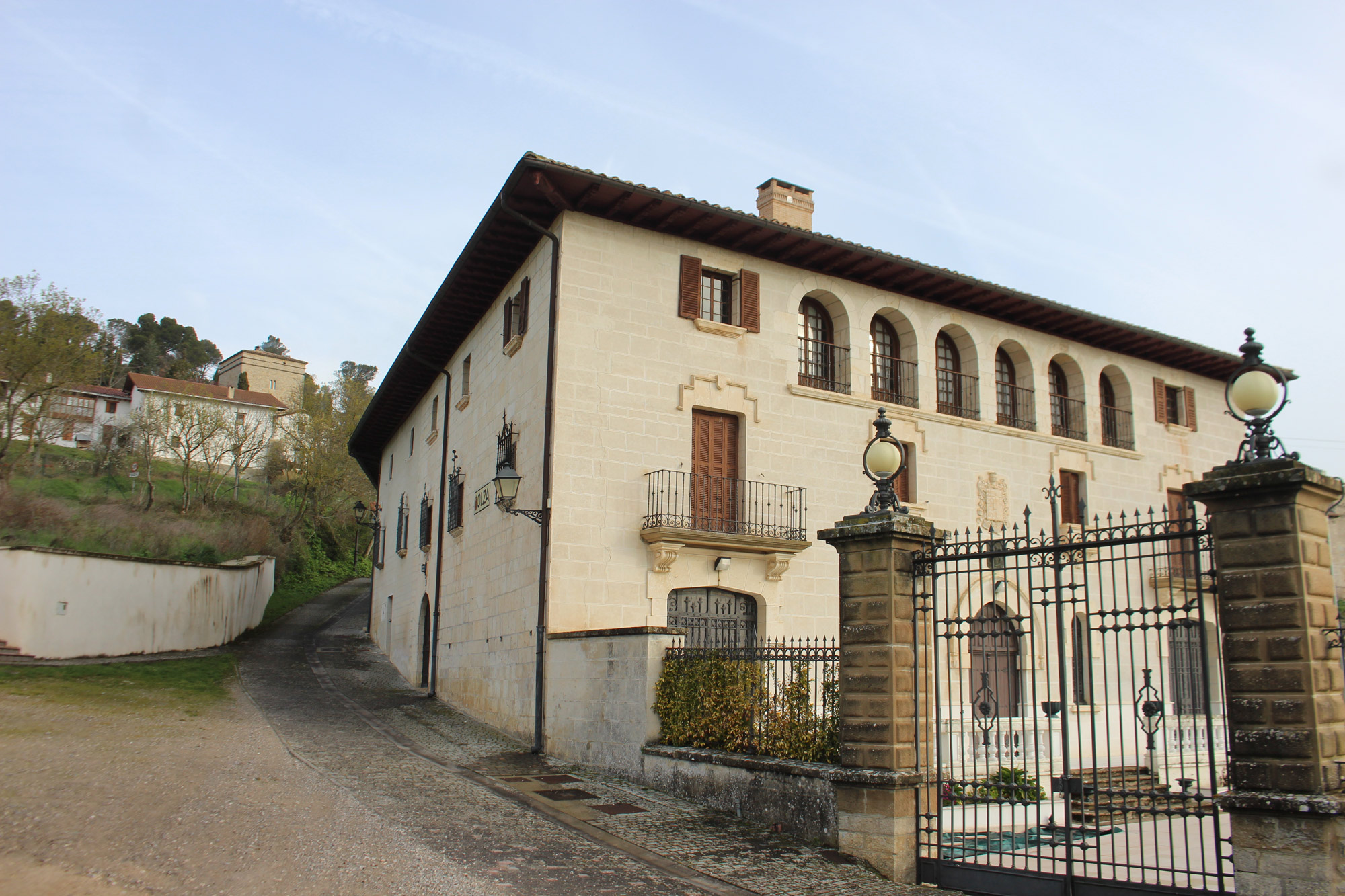
Casa solar de los Ochoa de Olza, hoy de los Mencos, en Olza.

## Comunicaciones
| Eskualdeko Hiri Garraioa/Transporte Urbano Comarcal |   |
| Taxi Iruñerria                                      |   |
| Zona                                                | B |
| Estaciones                                          |   |